# Marta Pen
Pour les articles homonymes, voir Pen.
Marta Filipa Pen Oliveira Freitas (née le 31 juillet 1993 à Lisbonne) est une athlète portugaise, spécialiste du demi-fond. Elle participe aux Jeux olympiques de 2016.
Elle se qualifie pour la finale du 1 500 m lors des Championnats d’Europe 2018. Le 2 septembre 2018, elle établit le nouveau record national du Mile en 4 min 22 s 45 lors de l'ISTAF Berlin.